# Petroupim
Petroupim är en ort i Tjeckien.   Den ligger i regionen Mellersta Böhmen, i den centrala delen av landet, 40 km sydost om huvudstaden Prag. Petroupim ligger 355 meter över havet och antalet invånare är 289.
Terrängen runt Petroupim är huvudsakligen platt, men åt nordost är den kuperad. Runt Petroupim är det ganska tätbefolkat, med 214 invånare per kvadratkilometer. Närmaste större samhälle är Benešov, 5,6 km sydväst om Petroupim. Omgivningarna runt Petroupim är en mosaik av jordbruksmark och naturlig växtlighet.